# Mazda CX-50
La Mazda CX-50 è un'autovettura del tipo crossover, prodotta dalla casa automobilistica giapponese Mazda da gennaio 2022.

## Profilo e contesto
Si tratta della prima vettura Mazda di una serie che sfrutta la collaborazione nella progettazione e produzione con la Toyota. Realizzata e costruita esclusivamente per il mercato nordamericano, è basato sulla stessa piattaforma a motore trasversale della Mazda 3 di quarta generazione e della CX-30.
La CX-50 è stata presentata ufficialmente il 15 novembre 2021, con la produzione che avviene a partire dal 26 gennaio 2022 nello stabilimento Mazda Toyota di Huntsville in Alabama negli Stati Uniti, insieme alla Toyota Corolla Cross; ciò segna il ritorno alla produzione di Mazda negli Stati Uniti dopo 10 anni da quando è stata interrotta la costruzione della berlina Mazda 6 nel 2012.

## Specifiche
A spingere la CX-50 al lancio c'è un motore a benzina Skyactiv-G a quattro cilindri in linea da 2,5 litri, disponibile in versione aspirata da 139 kW (190 CV) e 252 Nm di coppia e turbo che eroga 186 kW (253 CV) e 434 Nm di coppia. La trasmissione viene affidata ad un sistema con trazione integrale.